# Gertrud Kornfeld
Gertrud Kornfeld (25 de juliol de 1891, Praga, - 4 de juliol de 1955, Rochester, Nova York) fou una química alemanya. Va ser la primera i única dona a convertir-se en Privatdozent en química en la República de Weimar. Després que els nazis van prohibir als jueus ocupar càrrecs acadèmics a Alemanya el 1933, va anar a viure a Anglaterra i després als Estats Units, on va treballar per Kodak. Les seves principals àrees de recerca van ser la fotoquímica i la cinètica química.

## Educació
Gertrud Kornfeld va créixer en una llar jueva de classe mitjana de parla alemanya a Praga, que en aquell moment era part de l'Imperi Austrohongarès. Va estudiar química des del 1910 fins al 1915 a l'escola alemanya de la Universitat Carolina a Praga. Va rebre el seu doctorat el 1915 amb la dissertació Über Hydrate en Lösungen (Sobre hidrats en solucions) i va ser empleada com a assistent del seu assessor Víctor Rothmund. Va treballar primer com demostradora, i des de 1914 fins a 1918 com a assistent.

## Alemanya
L'octubre de 1918, a la darreria de la Primera Guerra Mundial, Txecoslovàquia va ser un dels països que van succeir a l'Imperi austrohongarès. Kornfeld va abandonar Praga el 1919 i va obtenir un treball com a assistenta en pràctiques de Max Bodenstein a la Königliche Technische Hochschule (escola superior tècnica) a Hannover, que més tard seria la Universitat d'Hannover.
El 1923, Kornfeld es va traslladar amb Bodenstein a l'Institut de Química Física a la Friedrich-Wilhelms-Universität (que més tard seria la Universitat Humboldt de Berlín). El 1928 Kornfeld es va graduar en química a Berlín. Va ser la primera i única dona a esdevenir Privatdozent (professora) en química a una universitat de la República de Weimar.
El 7 d'abril de 1933, es va aprovar la Llei per a la restauració de la funció pública de 1933 a Alemanya, que prohibia als jueus ocupar càrrecs públics, incloses les posicions d'ensenyament. Juntament amb gairebé un terç del personal docent de la Universitat de Berlín i gairebé la meitat dels seus professors privats, a Kornfeld se li va retirar la seva llicència de docent i se li va privar de qualsevol possibilitat d'ocupació a l'acadèmia alemanya.

## Anglaterra
Kornfeld va poder emigrar a Anglaterra el 1933. Pel que sembla, va rebre ajuda de la Societat per a la Protecció de la Ciència i l'Aprenentatge (SPSL) a la Universitat de Birmingham. El SPSL, inicialment conegut com el Consell d'Assistència Acadèmica, es va formar a Londres el 1933. Kornfeld estava a la Llista d'Erudits Alemanys Desplaçats compilada per la SPSL i publicada el 1936.
També va rebre suport de la Federació Britànica de Dones Universitàries (BFUW) a Londres per ensenyar a la Universitat de Nottingham. El 1934 va rebre una beca d'emergència de becaris residencials alemanys durant un any, d'un fons recaptat per la BFUW específicament per als exiliats alemanys. Això li va permetre fer una recerca en l'Imperial College London a South Kensington. El 1936, va rebre una beca internacional de l'Associació Americana de Dones Universitàries (AAUW), que li va permetre estudiar a Viena.

## Estats Units d'Amèrica
La reubicació, per a les dones més joves, fou potser més fàcil. Kornfeld era més gran i estava millor establerta al seu camp el 1933. Fins i tot amb les recomanacions positives de Max Bodenstein i el físic Friedrich Paschen, li va resultar difícil trobar una nova posició que estigués a la seva altura i en la seva especialització. Inicialment, es va resistir a la idea d'ensenyar en una universitat per a dones o dedicar-se a la recerca industrial.
El 1937, Esther Brunauer, de la AAUW, va respondre per Kornfeld, la qual cosa li va permetre viatjar amb una visa de visitant als Estats Units. Allí va trobar un lloc en el laboratori de recerca d'Eastman Kodak Company a Rochester, Nova York. Es va valorar el seu coneixement especialitzat en fotoquímica i es va convertir en el cap d'un petit grup de recerca. Va poder continuar la seva carrera amb èxit malgrat els repetits trastorns polítics que li havien afectat. El 1948, Kornfeld va ser honrada com a membre de l'Acadèmia de Ciències de Nova York, pel seu treball a Kodak.